# Exposé (Mac OS X)
Exposé es el gestor de ventanas del sistema operativo macOS de Apple. Fue mostrado por primera vez el 23 de junio de 2003 en la Worldwide Developers Conference como una nueva característica de la próxima versión de Mac OS X v10.3, Exposé permite a los usuarios encontrar rápidamente una ventana abierta, o también ocultar todas las ventanas y mostrar el escritorio sin la necesidad de hacer clic a través de muchas ventanas para encontrar un objetivo específico. Exposé hace amplio uso de características indocumentadas de Core Graphics framework.
En 2011 fue sustituido por "Mission Control" en la nueva versión de OS X 10.7.

## Uso
Exposé incluye tres características para la organización de las ventanas:
- All windows : Muestra todas las ventanas abiertas y visibles, reduciendo su tamaño para que todas ellas quepan en una sola pantalla. Por defecto, esta característica puede ser activada usando la tecla F9. En los nuevos teclados de aluminio viene incluido incluso un icono en la tecla F3 que permite acceder directamente a esta función.
- Application windows : Muestra todas las ventanas abiertas y visibles actualmente para la aplicación activa. Una vez más, las ventanas reducidas aparecen en la pantalla juntas, pero en general quedan menos escaladas porque hay un menor número de ventanas en una sola aplicación, en comparación con el sistema en su conjunto. Durante este modo, el usuario puede convenientemente trasladarse a través de las ventanas de las diferentes aplicaciones pulsando la tecla Tab. Por defecto, esta característica puede ser activada usando la tecla F10.
- Desktop : Mueve todas las ventanas fuera de la pantalla, dejando sólo los bordes de las ventanas visibles en un lado de la pantalla, dando al usuario el acceso despejado al escritorio. Por defecto, esta característica puede ser activada usando la tecla F11.

Los accesos directos pueden personalizarse en menú Preferencias.
En los dos primeros casos, después de activar Exposé, el usuario puede seleccionar cualquier ventana haciendo clic en ella o seleccionándola con las teclas de dirección y pulsando Enter. Luego Exposé se desactiva, dejando la ventana seleccionada en primer plano. Usando el Mighty Mouse de Apple, es posible seleccionar una ventana utilizando la bola de desplazamiento, deslizándose hacia la dirección de la ventana.
La tecla que se usa para activar Exposé puede personalizarse para ser cualquiera de las teclas de función, la tecla Shift, Control, Option o la tecla de comandos, la tecla "fn" en los portátiles Mac, o incluso un botón del ratón en los ratones de botones múltiples (incluidos los Mighty Mouse de Apple).
También puede ser activado moviendo el ratón a una esquina del escritorio, utilizando una función denominada Active Screen Corners (que está desactivada por defecto).
Exposé también trabaja con Spaces, otra característica de Mac OS X, de modo que un usuario puede ver las ventanas en cada escritorio virtual al tiempo que busca en una reducida versión del espacio.

## Comparaciones

### Compiz
Compiz es un gestor de ventanas de composición para sistemas que utilizan X Window System. Éste proporciona una funcionalidad similar a algunas características de Exposé, en particular el plugin "Scale". Exposé también es similar a Compiz en su aplicación de escritorio virtual "Spaces", la cual es parecida al plugin "Desktop Wall" y al plugin "Expo" de Compiz.

### Flip 3D
Windows Vista proporciona una función denominada Flip 3D, que tiene un propósito similar a Exposé. Flip 3D permite a un usuario revisar todas las ventanas abiertas de manera similar a cómo funciona el conmutador de aplicaciones (alt + tab), en donde la mayoría de la ventanas frontales cubren una porción significativa de las otras ventanas. Exposé permite a los usuarios visualizar las versiones escaladas de todas las ventanas abiertas y seleccionar la que se desea trayéndola a primer plano, independientemente del orden en el que figurarán en el conmutador de aplicaciones.

## Características indocumentadas
"Blob" es una oculta e indocumentada característica de Exposé que fue descubierta por un miembro de los foros de MacNN. Cuando se le hace clic, activa el modo "Aplicación Windows". Con la tecla Option+clic, permite ver el modo "All windows".
Otra característica indocumentada de Exposé es para mostrar la función "Desktop". Pone todas las ventanas abiertas en un pequeño cuadro que se puede mover a cualquier parte de la pantalla. Lamentablemente esta función contiene algunos errores, después de salir del modo de mostrar escritorio, la ventana principal no tendrá una sombra y el usuario no será capaz de mover la ventana. Sin embargo, es fácil de arreglar utilizando la función "Show all" (fijada por defecto con la tecla F9).
Usando la tecla Shift se puede activar Exposé en cámara lenta, tal y como lo hace Front Row, Dashboard y el efecto minimizar. Este es el mismo efecto demostrado por Steve Jobs durante la inauguración de Exposé 2003 durante la Worldwide Developers Conference (Conferencia Mundial de Desarrolladores).